# Invasão muçulmana da Península Ibérica
A Invasão Mulçumana da Península Ibérica (em árabe: فَتْحُ الأَنْدَلُس; romaniz.: fatḥu l-andaluz; 711–726), também referida como Invasão Muçulmana, Conquista Árabe ou Expansão Muçulmana, refere-se a uma série de deslocamentos militares e populacionais ocorridos entre os anos de 711 e 726, quando tropas islâmicas vindas do Norte da África, sob o comando do general berbere Tárique, cruzaram o estreito de Gibraltar e penetraram na península Ibérica, vencendo Rodrigo, o último rei dos visigodos da Hispânia, na batalha de Guadalete, acabando com o seu reino.
Nos anos seguintes, os muçulmanos foram alargando as suas conquistas na Península, apropriando-se do território que viria a ser designado em árabe como al-Andaluz, governando por quase oitocentos anos sob o Califado Omíada.
A expansão do Califado iniciou-se com a conquista da Hispânia, estendendo-se em grande parte de 711 a 788. Além da dissolução do Reino Visigótico, esta contribuiu para o estabelecimento do Emirado Independente de Córdova. Abderramão I, seu fundador, posteriormente completou a unificação da Ibéria governada por muçulmanos, ou Al-Andalus (711–1492). Esta conquista marca a expansão ocidental tanto do Califado Omíada como do governo muçulmano na Europa.

## História

### Antecedentes
Boa parte do território da Península era então dominada pelos visigodos, tendo como forma de governo a monarquia eletiva. Com a morte do rei Vitiza, em 710, as cortes reuniram-se para eleger o seu sucessor, constituindo-se duas facções em disputa pela eleição: o grupo de Ágila II e o de Rodrigo, o último rei visigodo de Toledo.
Os partidários de Ágila II solicitaram apoio ao governador muçulmano da África, Muça ibne Noçáir, abrindo-lhe as portas de Ceuta e incitando-o a enviar uma expedição militar à Península. Quando se deu a invasão em 711, os judeus auxiliaram o exército árabe, muitas vezes guarnecendo cidades capturadas — Córdova, Granada, Toledo e Sevilha. Isto porque, sob o Reino Visigodo, era seguida uma política de sistemático antissemitismo, inclusive com batismos forçados e proibição de ritos judaicos. Ao longo do século VII, os judeus tinham sido submetidos a espancamentos e execuções, tiveram os seus bens confiscados e taxados, eram proibidos de comerciar e alguns foram obrigados a converter-se ao cristianismo. Os judeus sabiam que eram melhor tratados pelos invasores, apesar do estatuto de dhimmis e das palavras do próprio Alcorãoː "Ó fiéis, não tomeis por amigos os judeus nem os cristãos; que sejam amigos entre si. Porém, quem dentre vós os tomar por amigos, certamente será um deles; e Alá não encaminha os iníquos".

### A resistência asturiana
Abdalazize ibne Muça subjugou a Lusitânia e a Hispânia Cartaginense, saqueando as cidades do Norte que lhe abriam as portas e atacando aqueles que lhe tentaram resistir.
Porém, às suas investidas escapou uma parte das Astúrias, no norte, onde se refugiou um grupo de visigodos sob o comando de Pelágio. Uma caverna nas montanhas servia simultaneamente de paço ao rei e de templo de Jesus Cristo. Por vezes, Pelágio e os seus companheiros desciam das montanhas em surtidas para atacar os acampamentos islâmicos ou as aldeias despovoadas de cristãos. Um desses ataques, historiograficamente designado de batalha de Covadonga (722), marcou, segundo muitos historiadores, o início do longo processo de retomada dos territórios ocupados, ao qual se deu o nome de Reconquista.
A partir do pequeno território que Pelágio designou como Reino das Astúrias, os cristãos (hispano-godos e lusitano-suevos), acantonados nas serranias do norte e noroeste da Península, foram gradativamente formando novos reinos, que se estenderam para o Sul. Surgiram, assim, os reinos de Castela, Leão (de onde derivou mais tarde o Condado Portucalense e, subsequentemente, Portugal), Pamplona (mais tarde designado de Navarra) e Aragão.
O reino das Astúrias durou de 718 a 925, quando Fruela II ascendeu ao trono do Reino de Leão.

### A Reconquista
A Reconquista perdurou até o fim da Idade Média, sendo concluída no início da Idade Moderna, em 1492, quando o último Estado muçulmano ibérico foi conquistado pelos Reis Católicos Fernando II de Aragão e Isabel I de Castela.
A influência deixada pelos muçulmanos ainda pode ser percebida nas inúmeras palavras do português e do castelhano que vieram do árabe, como "açúcar" (azúcar), "alcaide" e "almirante". Segundo o dicionário Houaiss, existem na língua portuguesa cerca de 700 palavras de origem árabe.

## Cronologia
O domínio muçulmano na Península Ibérica, então denominada Al-Andalus, durante a Idade Média, pode ser dividido nas seguintes fases:
1.º período (711–756): Invasão muçulmana da Península Ibérica e estabelecimento de um emirado dependente do Califado de Damasco;
2.º período (756–1031): O emirado tornou-se independente, sob Abderramão I, em 756. Estabeleceu-se a capital em Córdova. Posteriormente os emires tomaram o título de califas com a fundação do Califado de Córdova, em 929:
- 756–929: Estabelecimento do Emirado de Córdova após a proclamação de Abderramão I como emir independente;
- 929–1031: Califado de Córdova, proclamado por Abderramão III.

3.º período (1031–1492): Finda a hegemonia da família do primeiro-ministro Almançor, o vitorioso, iniciou-se um período de anarquia (fitna de Al-Andalus), alimentado pela ambição dos generais. Córdova aboliu o califado, estabelecendo uma República. Com a desagregação do Califado, formaram-se por toda a Hispânia variadíssimos pequenos estados independentes e rivais: as taifas. Aproveitando-se de tal desordem, os cristãos apressaram o movimento da Reconquista:
- 1031–1085: Primeiro período das taifas ou reinos islâmicos independentes em Al-Andalus, após a fragmentação do Califado de Córdova;
- 1085–1144: Império almorávida;
- 1144–1172: Segundo período das taifas;
- 1172–1212: Califado Almóada;
- 1212–1238: Terceiro período das taifas;
- 1238–1492: Reino Nacérida de Granada.

## Aspectos populacionais
A população sob o domínio muçulmano era muito heterogénea e constituída por árabes e berberes, uns e outros muçulmanos, moçárabes (hispano-godos que, sob o domínio muçulmano, conservaram a sua religião, mas adotaram as formas de vida exterior dos muçulmanos), cristãos arabizados e judeus.
Os moçárabes, que constituíam a maioria da população, gozavam de liberdade de culto e tinham leis próprias, mas, a troco destas vantagens, eram obrigados ao pagamento de dois tributos: o imposto pessoal de captação e imposto predial sobre o rendimento das terras.